# Степной медовый муравей
Степной медовый муравей (лат. Proformica epinotalis) — вид муравьёв из подсемейства Формицин.
Включён в Красную книгу Белгородской области.

## Распространение
Палеарктика: степи и остепнённые луга. Юг европейской части бывшего СССР, Северный Кавказ, горы Средней Азии, Южная Сибирь (Бурятия, Тува, Читинская область).
Европа: Греция, Молдова, Россия, Румыния, Украина.

## Описание
Мелкие муравьи с диморфной рабочей кастой (есть мелкие и крупные особи). Длина рабочих 2,5—3 и 4,5—5,5 мм, самок — 6—7 мм, самцов — 6—7 мм. Усики 12-члениковые. Скапус усиков без отстоящих волосков; максиллярные щупики короткие, не достигают затылочного отверстия. Брюшко блестящее, петиоль с чешуйкой. В колониях встречаются крупные рабочие — «медовые бочки» (плерэргаты) с сильно раздутым брюшком, весящие в 10 раз больше других. Если обычные рабочие весят 1—3 мг, то плерэргаты — 19 мг.
Вид Proformica epinotalis был описан русским зоологом Н. Н. Кузнецовым-Угамским в 1927 году.

## Биология
Охотятся на насекомых. Фуражировка дневная, одиночная (мобилизация на добычу соплеменников по гнезду не наблюдается); рабочие очень подвижные. Гнёзда подземные (отдельные ходы могут уходить на глубину до 75 см), без внешних холмиков. В семьях 100—200 муравьёв, включая единственную матку (моногинные). Брачный лёт крылатых половых особей (молодых самок и самцов) происходит в мае — июне (на севере ареала — в июле). Зимуют только имаго. Крупные рабочие (часть из них — «медовые бочки», или плерэргаты) составляют около 15 % от общей численности семьи.